# ویکتورین آگوم فوموم
ویکتورین آگوم فوموم (انگلیسی: Victorine Agum Fomum؛ زادهٔ ۱۷ ژوئن ۱۹۷۴) یک بازیکن تنیس روی میز اهل کامرون است.